# Görsdorf (Pockau-Lengefeld)
Görsdorf ist ein Ortsteil der sächsischen Stadt Pockau-Lengefeld im Erzgebirgskreis.

## Geografie

### Lage
Das Waldhufendorf Görsdorf liegt etwa einen Kilometer nordöstlich von Pockau im Erzgebirge. Nördlich begrenzt die Talsperre Saidenbach die Flur, im Westen und Südwesten bildet die Flöha die natürliche Grenze.
Am westlichen Ortsende durchquert die dort verlaufende Bundesstraße 101 Annaberg-Buchholz–Freiberg auf kurzer Strecke den Ort. Eine Gemeindestraße quert nach Verlassen des Ortes im Osten die B 101, bevor diese Forchheim erreicht.

### Nachbarorte
| Rauenstein |                                             |           |
| Lengefeld  | Kompassrose, die auf Nachbargemeinden zeigt | Forchheim |
| Pockau     |                                             | Wernsdorf |

## Geschichte

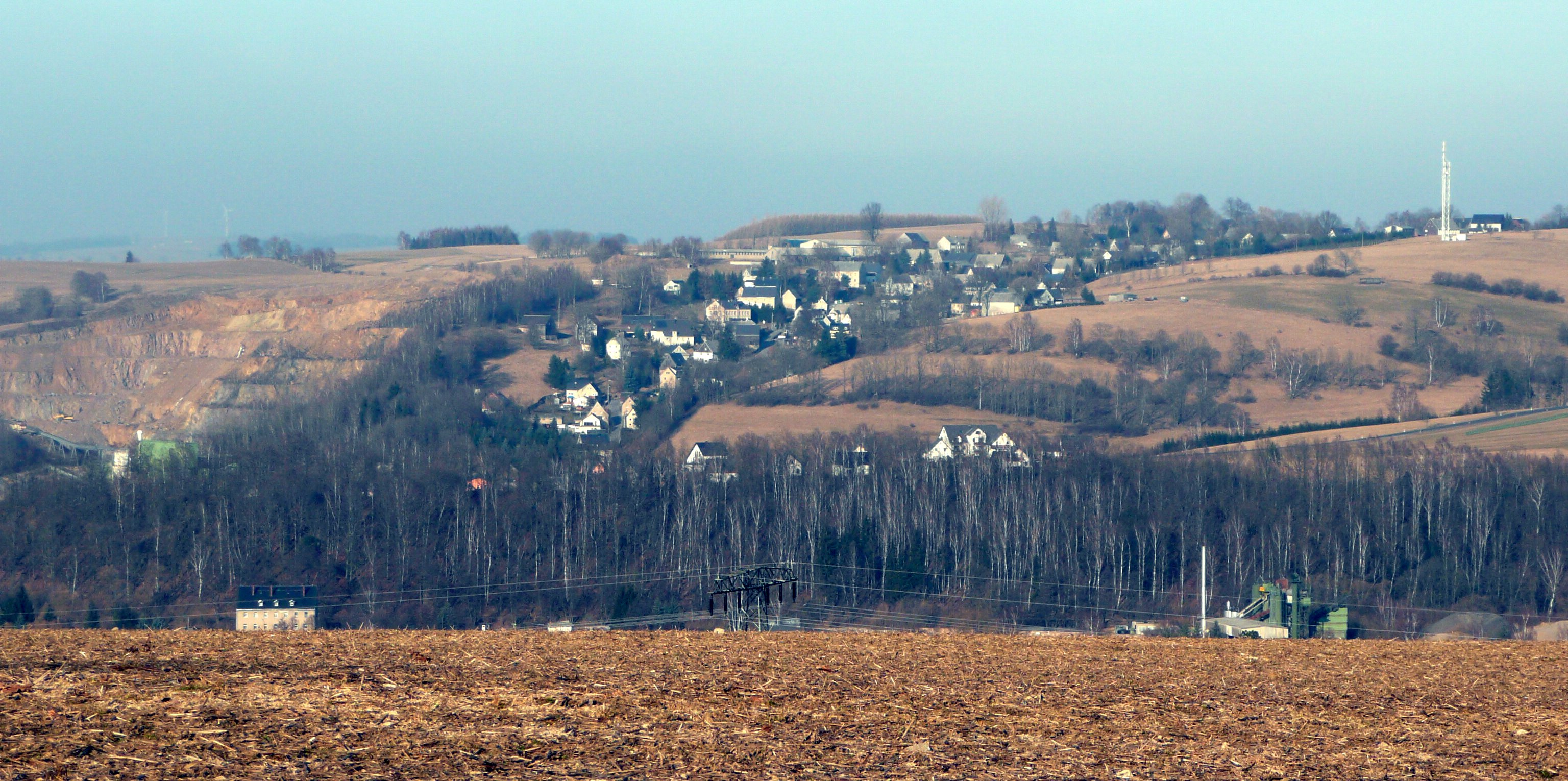
Blick auf Görsdorf mit dem markanten Steinbruch

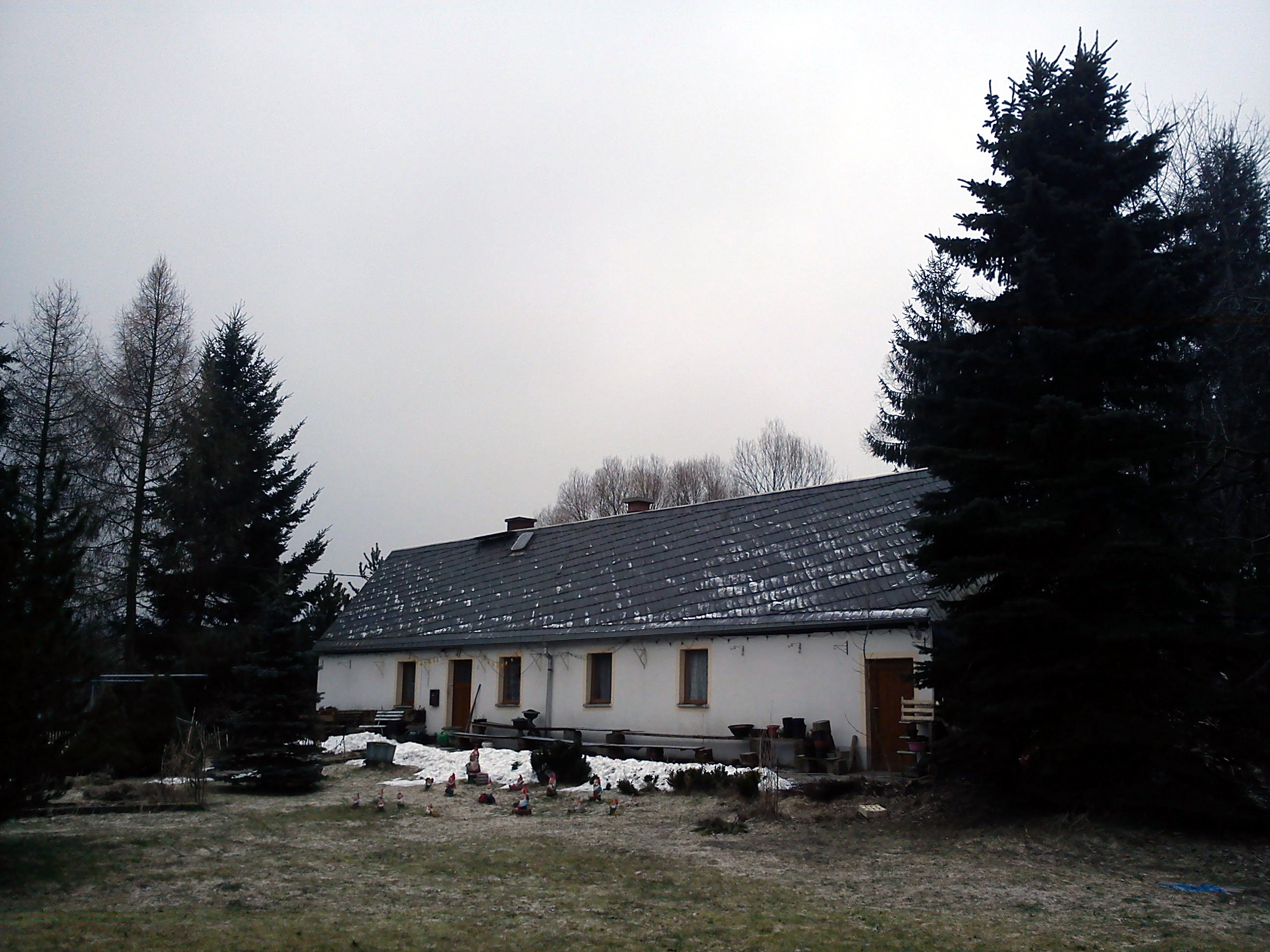
Floßwärterhaus von 1758 in der Flöha-Aue zwischen Görsdorf und Pockau – früher Wohnsitz des Floßwärters der Görsdorf-Blumenauer-Flöße

Die erste urkundliche Erwähnung des Ortes datiert aus dem Jahre 1434 als Gerstorff. Mit der Reformation 1539 kam Görsdorf zur Parochie Forchheim.
August Schumann schreibt 1816 im Staatslexikon von Sachsen Görsdorf betreffend u. a.: 

„Dieses Dorf hat 350 Einwohner welche guten Ackerbau treiben; es gehört zu demselben die neue Mühle, und ein Floßlohnhaus, auch Floßkohlplätze, denn hier werden, wie im Dorf Blumenau, gute Kohlen gebrannt und an die königl. Schmelzhütten zu Freiberg abgeliefert. […] Man nimmt an, daß diese Flöße seit dem J. 1566 existiren, doch ist man nicht gewiß deshalb, weil die genauern Nachrichten über Entstehung, Verfassung und Rechte dieser Flöße gegen Ende des 17ten Jahrhunderts, wo das Floßamtsarchiv abbrannte, verlohren gegangen sind. […] Das Personale der Görsdorf-Blumenauer Flöße bestehet aus 6 Offizianten, und aus 20 Köhlern, Holzeinschlägern und Arbeiten; es stehet unter der Freiberger Oberaufsicht. Die Floßmeister haben seit dem 17ten Jahrhundert abwechselnd zu Olbernhau und zu Sorgau gewohnt. Die heisige Holzverkohlung ist wohl die stärkste in ganz Sachsen, obwohl sie in neueren Zeiten reduzirt worden ist, denn sonst gab es außer den noch bestehenden Kohlplätzen zu Blumenau und Görsdorf auch welche zu Falkenau und Borstendorf.“

In der Blütezeit sollen über 100 Kohlenmeiler auf den Flöhawiesen gestanden haben, die Kohlplätze mussten jährlich 8.000 Fuder liefern. Am 9. April 1876 fand die letzte Flößung auf Flöha und Schwarzer Pockau statt.
Ein erstes Schulgebäude wurde 1695 errichtet, 1860 wurde es durch einen Neubau abgelöst und letzterer wiederum durch einen Weiteren im Jahr 1897.
1836 wurde die steinerne Brücke der heutigen B 101 über die Flöha gebaut, welche im Zusammenhang mit dem Hochwassern im August 2002 derart beschädigt wurde, dass sie unpassierbar war. Unter anderem wurde einer der beiden Strompfeiler komplett fortgerissen, so dass sie später abgerissen wurde. In der Folgezeit überspannte eine Behelfsbrücke die Flöha, ehe 2006 eine neue Stahlbogenbrücke an alter Stelle dem Verkehr übergeben wurde.
Am 1. April 1934 wurde Görsdorf nach Pockau eingemeindet.
Görsdorf war bis 2018 staatlich anerkannter Erholungsort.

## Entwicklung der Einwohnerzahl
| Jahr | Einwohnerzahl                           |
| ---- | --------------------------------------- |
| 1552 | 21 besessene Mann, 25 Inwohner          |
| 1764 | 23 besessene Mann, 21 Häusler, 15 Hufen |
| 1834 | 446                                     |
| 1871 | 550                                     |

| Jahr | Einwohnerzahl |
| ---- | ------------- |
| 1890 | 618           |
| 1910 | 756           |
| 1925 | 743           |